# Coenraad Jacob Temminck
Coenraad Jacob Temminck (Ámsterdam, 31 de marzo de 1778-Lisse, 30 de enero de 1858) fue un aristócrata, naturalista, botánico y zoólogo neerlandés.
Temminck fue el primer director del Museo Nacional de Historia Natural de Leiden desde 1820 hasta su muerte.
Su Manuel d'ornithologie, ou Tableau systematique des oiseaux qui se trouvent en Europe (1815) fue el libro estándar sobre aves europeas durante muchos años. Heredó una gran colección de aves de su padre, que era el tesorero de la Compañía Holandesa de las Indias Orientales.
Temminck también fue autor de Histoire naturelle générale des Pigeons et des Gallinacées (1813-1817), Nouveau Recueil de Planches coloriées d'Oiseaux (1820-1839), y contribuyó a las secciones de mamíferos de la obra de Philipp Franz von Siebold Fauna japonica (1844-1850).

## Algunas obras
- Las Posesiones holandesas en el Archipiélago de la India. Manila 1855
- Esquisses zoologiques sur la côte de Guiné ... le partie, les mammifères. Brill, Leiden 1853
- Coup-d'oeil général sur les possessions néerlandaises dans l'Inde archipélagique. Arnz, Leiden 1846–49
- Nouveau recueil de planches coloriées d'oiseaux. Levrault, París 1838
- Monographies de mammalogie. Dufour & d'Ocagne, París, Leiden 1827–41
- Atlas des oiseaux d'Europe, pour servir de complément au Manuel d'ornithologie de M. Temminck. Berlín, París 1826–42
- Nouveau recueil de planches coloriées d'oiseaux, pour servir de suite et de complément aux planches enluminées de Buffon. Dufour & d'Ocagne, París 1821
- Observations sur la classification méthodique des oiseaux et remarques sur l'analyse d'une nouvelle ornithologie élémentaire. Dufour, Ámsterdam, París 1817
- Manuel d'ornithologie  ou  Tableau systématique des oiseaux qui se trouvent en Europe. Sepps & Dufour, Ámsterdam, París 1815–40
- Histoire naturelle générale des pigeons et des gallinacés. Sepps, Ámsterdam 1808–15

## Honores

### Epónimos

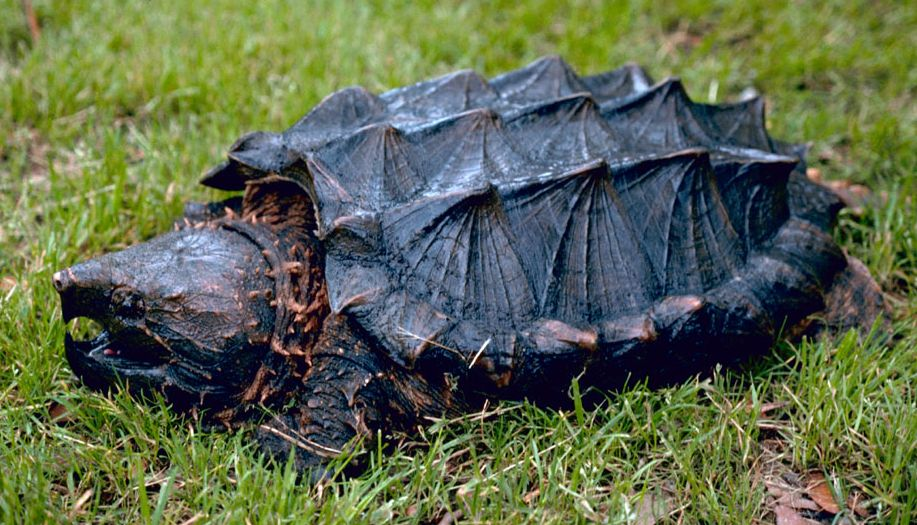
La tortuga caimán es una de las muchas especies nombradas en honor a Temminck.

- Tortuga caimán (Macrochelys temminckii)
- Correlimos de Temmminck (Calidris temminckii)
- Pangolín de Temminck (Manis temminckii)
- Ditrema temminckii
- Tiburón aletón (Lamiopsis temminckii)
- Gato dorado asiático (Catopuma temminckii)
- Tragopán cariazul (Tragopan temminckii)
- Carpintero de Célebes (Yungipicus temminckii)

## Abreviatura (zoología)
La abreviatura Temminck  se emplea para indicar a Coenraad Jacob Temminck como autoridad en la descripción y taxonomía en zoología.

- La abreviatura «Temminck» se emplea para indicar a Coenraad Jacob Temminck como autoridad en la descripción y clasificación científica de los vegetales.[1]